# 源ヶ橋温泉
源ヶ橋温泉（げんがはし おんせん）は、かつて大阪市生野区にあった公衆浴場（風呂屋）。風呂屋および銭湯の建造物としては、初めて国の登録有形文化財（第27-0055号）に登録された。
なお、｢○○温泉｣は上方に於ける伝統的な風呂屋の屋号であり、天然温泉を意味するものではない。

## 概要
建物は1937年（昭和12年）の建築（木造2階建て）で、外観・内装とも昭和モダニズムの面影を残す貴重な建造物である。国土の歴史的景観に寄与するものとして、1998年（平成10年）12月に国の登録有形文化財（建造物）となっている。また、建物の上部には完成当初から「入浴」と「ニューヨーク」をかけて温泉マークを持った自由の女神像が一対あり、さらにその上の屋根には鯱瓦も乗っている。
浴場の設備としては深・浅の主浴槽の他、電気風呂、オパール原石風呂、スチームサウナ、水風呂、ジェット付きの座湯がある。開業当初は建物の2階部分にダンスホールやビリヤード場があった。

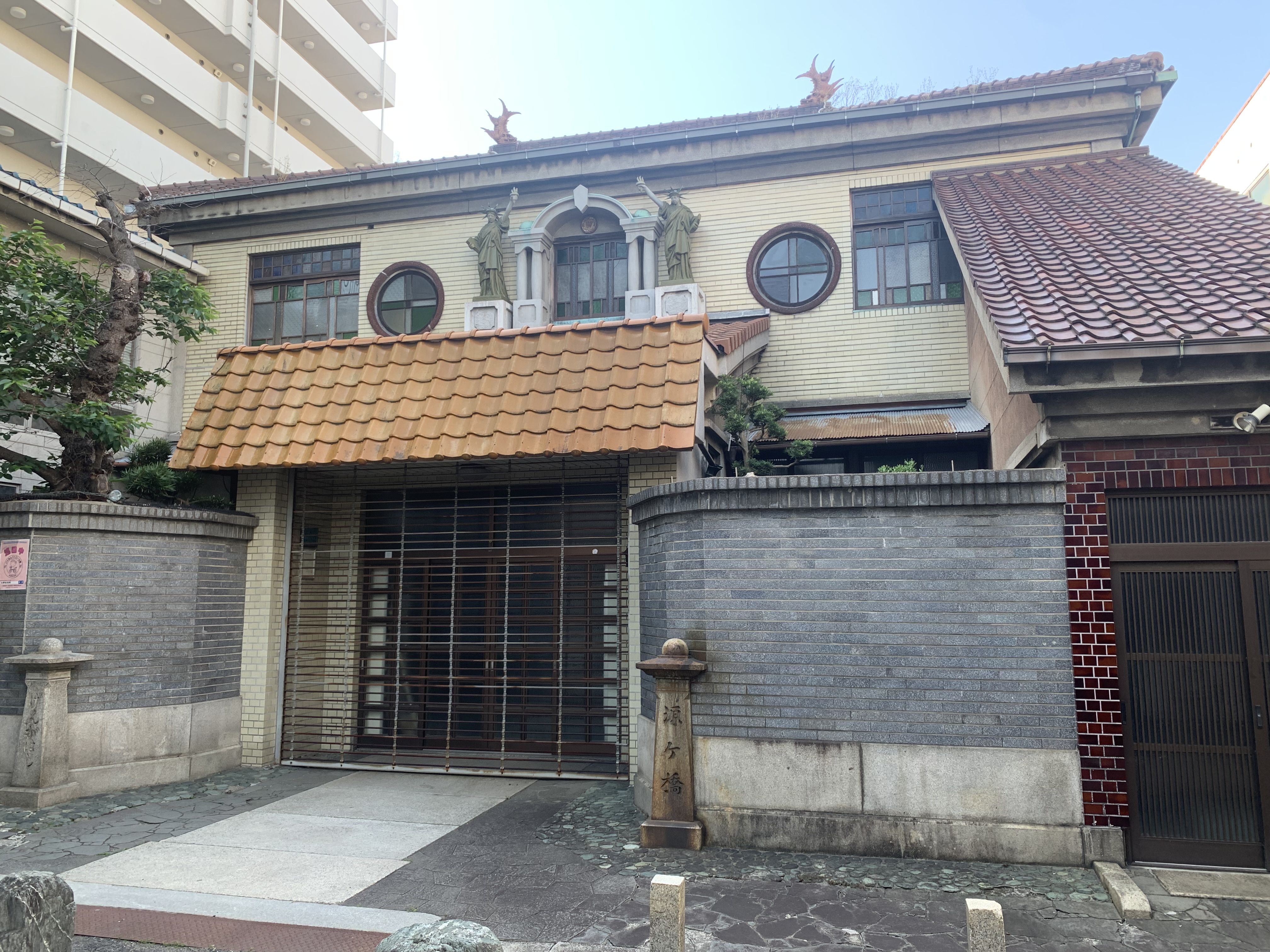
建物は2024年5月時点で現存

2019年（平成31年）1月7日から近隣のマンション建設工事に伴う振動で建物の倒壊の恐れがあるとして休業をしていた。しかし、その後再開することなく2020年（令和2年）に廃業した。休業期間も含めて営業を取りやめてから5年以上が経過した2024年（令和6年）5月時点でも建物は現存しており、登録有形文化財のままである。

## 施設情報
現在では廃業しているが、以下は営業していた頃の情報である。

### 営業時間
- 15:00 - 25:00
- 定休日：月曜

### 料金
- 大人：410円（中学生以上）
- 中人：130円（小学生）
- 小人： 60円（乳幼児）

※2014年3月現在の大阪府における普通公衆浴場料金

## 所在地
大阪市生野区林寺1-5-33

### 交通
- JR大阪環状線「寺田町駅」より徒歩約10分〜15分
- 近鉄南大阪線「河堀口駅」より徒歩約15分
- JR関西本線「東部市場前駅」より徒歩約20分

## その他
当施設と同じく登録有形文化財となっていた阿倍野区の美章園温泉は、燃料費の高騰や耐震補強工事が困難であることなどを理由に廃業、2008年（平成20年）2月より開始された解体作業にともない、同年12月には文化財としての登録を抹消されている。